# 진도읍성
진도읍성(珍島邑城)은 대한민국 전라남도 진도군 진도읍에 있는 조선시대의 읍성이다. 1987년 1월 15일 전라남도의 문화재자료 제143호로 지정되었다.

## 개요
읍성이란 군이나 현의 주민을 보호하고, 군사적·행정적인 기능을 함께하는 성을 말한다.
진도읍 성내리 철마산 아래에 있는 읍성으로, 세종 19년(1437) 진도군으로 독립되어 지금의 자리에 성의 둘레 3,400척, 높이 11척의 읍성을 쌓고 3문을 설치하였다고 한다.
『여지도서』에 성문을 보호하기 위한 옹성 14개, 성벽 바깥으로 튀어나오게 쌓은 성벽으로 그 위에 쌓은 낮은 담인 치첩이 58개가 있으며, 성안의 연못은 둘레 4,500척, 깊이 5척이고, 성안에 우물 5개가 있었다고 기록되어 있다.
원래 성곽형태는 4각형으로 서벽을 동벽보다 짧게 쌓아 올렸다. 성벽은 동북 모퉁이에 있는 군강공원 쪽이 가장 많이 남아 있는데, 높이 2∼3.5m. 길이 50m 정도이다. 북쪽의 성벽은 진도중·고등학교와 군청, 진도초등학교 북쪽 부지의 외곽을 감싸고 있는데, 군청 뒷쪽에는 높이 1.8∼2m의 성벽이 약 50m 정도 남아있고, 진도중·고등학교 뒷쪽에는 높이 1∼1.2m 정도의 성벽 하단부만 남아있다. 서쪽의 성벽은 학교부지 서쪽에 약 50m가 남아있다.

## 현지 안내문
《신증동국여지승람》에 의하면 진도읍성은 세종 19년(1437)
해진군에서 진도군으로 복군될 대 지금의 고군면 고성리에 터를 잡았으나 진도의 중심이 될 수 없어지금의 철마산 아래로 옮겨졌다고 한다. 그 규모는 둘레 3,400척, 높이 11처그 샘 9개소, 연못 1개소가 있었다고 기록되어 있다.
읍성은 사각형으로 서쪽의 성벽이 동쪽보다 짧게 축성되었다. 평지와 구릉을 이용하여 축성된 평산성으로 평지에서는 내외 양벽 쌓기 방법으로, 구릉에서는 외벽 쌓기를 이용하여 축조하였다.
현재 남아있는 성벽은 군강공원 동쪽의 60m, 동벽 군강공원으로 군청 북쪽에 이르는 150m의 북벽, 군청 서북쪽의 50m, 서벽 및 현 목천극장 앞 민가에 약 20m의 남벽이 남아있다.

## 참고 자료
- 진도읍성 - 국가유산청 국가유산포털